# Rillito
Rillito – jednostka osadnicza w Stanach Zjednoczonych, w stanie Arizona, w hrabstwie Pima.